# Pasquale Galasso
Pasquale Galasso (Poggiomarino, 17 maggio 1955) è un ex mafioso e collaboratore di giustizia italiano, detto “o’ Galasson”  è stato uno tra i più noti e più potenti capi della storia della Camorra e uno dei più importanti collaboratori di giustizia italiani.
Ancora oggi, le sue dichiarazioni vengono utilizzate in molti processi a carico di boss della camorra.
La sua villa situata nel comune di Scafati è oggi sede di una caserma della Guardia di Finanza.
Su Pasquale Galasso è stato anche scritto un libro dal titolo Io, Pasquale Galasso: da studente in medicina a capocamorra, di Gigi Di Fiore, pubblicato nel 1994.

## Biografia
Nato in una famiglia piuttosto agiata (il padre Sabato Galasso era un proprietario terriero e concessionario di autocarri da lavoro FIAT), e studente universitario al secondo anno di medicina, Pasquale Galasso si trovò coinvolto nella malavita locale di Poggiomarino a causa di un singolare episodio: poco più che ventenne tre malavitosi cercarono di rapire lui e sua sorella Corsiglia in campagna mentre era alla guida della sua Porsche, ma lui rubò l'arma ad uno dei due e fece fuoco, ammazzando all'istante due dei tre rapitori, mentre il terzo fuggì nei campi. Tornato a casa stravolto dall’accaduto, il padre gli suggerì di costituirsi e di invocare la legittima difesa e così dopo una settimana confessò tutto ai Carabinieri. Venne rinchiuso nel carcere di Poggioreale dove per due mesi restò confinato nella cella d’isolamento per poi essere spostato nel padiglione “Milano”, dove erano detenuti sia Raffaele Cutolo, che stava reclutando soldati per la sua Nuova Camorra Organizzata, sia i fratelli Salvatore e Michele Zaza, contrabbandieri di sigarette legati alla mafia siciliana, ed esponenti del clan Nuvoletta. Suo padre chiese aiuto ad Alfonso Rosanova, sua vecchia conoscenza e imprenditore "ammanigliato" con politici e malavitosi, il quale chiese a Cutolo di stare vicino a Pasquale. In carcere Pasquale socializzò anche con Carmine Alfieri e con il fratello che ebbe modo di incrociare nella sala colloqui.
Dopo dieci mesi di detenzione cautelare, Galassò tornò in libertà in attesa del processo che lo vedeva imputato per eccesso di legittima difesa per cui verrà difeso dagli avvocati Giuliano Vassalli (ex senatore socialista, futuro ministro di Grazia e Giustizia e presidente della Corte Costituzionale) e Vincenzo Siniscalchi (futuro parlamentare dei Democratici di Sinistra). 
Provato sul piano psicologico, Galasso faticò ad uscire di casa perché era convinto che le famiglie dei due malavitosi che aveva ucciso avrebbero potuto vendicarsi. Il padre Sabato, nel frattempo, perse il prestigio di cui aveva sempre goduto e finì nel mirino di una banda di estorsori per cui, per non essere infastidito, diede dei soldi ad alcuni pregiudicati legati a Raffaele Cutolo. Il terrore e la sensazione di essere nel mirino non era campata per aria: un giorno, mentre era al volante della sua Ferrari in direzione Pompei, Pasquale fu attaccato a colpi di pistola da un'auto in corsa ma riuscì a salvarsi anche se la sua vettura finì in un fossato. 
Successivamente Rosetta Cutolo si presentò a casa sua, recapitandogli l'invito del fratello Raffaele di andare a trovarlo nel manicomio di Aversa, dove era rinchiuso. Galasso decise di andare all'incontro, sapendo di doversi sdebitare per la tutela che il boss gli aveva garantito in carcere. Ad Aversa Cutolo gli chiese di seguire la gestione del sequestro del banchiere Giovanni Amabile, ma Galasso coraggiosamente declinò. Qualche mese più tardi, dopo essere evaso dal manicomio, Cutolo si presentò a casa Galasso in compagnia di Vincenzo Casillo e altri, dicendogli che lo avrebbe riempito di soldi e che nella Nuova Camorra Organizzata sarebbe stato "il suo Paolo Rossi"; ma Galasso rifiutò ancora le sue avances, dicendo di non aver bisogno di soldi. Qualche settimana più tardi Cutolo tornò alla carica e lo convocò ad Albanella, insistendo e dicendogli che doveva lasciare perdere gli Alfieri "perché non sono uomini", ma l'offerta venne rifiutata per l'ennesima volta.
L'episodio che lo convinse ad abbracciare la malavita fu un attentato ai danni del padre, colpito alla testa da una scarica partita da un fucile da caccia: Sabato sopravvisse e gli confessò di essere costretto a regalare automobili e soldi a personaggi legati a Cutolo. 
Galasso si avvicinò quindi agli Alfieri e ad Enzo Moccia, rampollo della famiglia malavitosa di Afragola, per sentirsi più al sicuro. Galasso venne a sapere che Luigi Bifulco, cugino del rapitore che aveva ucciso nel settembre del 1975, aveva deciso di vendicarsi reclutando dei killer e così, aiutato da Pasquale Langella e Antonio Federico, lo anticipò, uccidendolo il 29 agosto 1980. In quei mesi stava prendendo forma la Nuova Famiglia, un cartello di clan napoletani il cui obiettivo era fermare l'avanzata della NCO di Cutolo, e Carmine Alfieri portò Galasso alle riunioni con Lorenzo Nuvoletta, boss di Marano affiliato alla mafia siciliana, al quale aveva chiesto protezione. Sia Alfieri che Galasso sapevano che Cutolo aveva deciso di ucciderli, perché entrambi avevano rifiutato di aderire alla NCO.
Agli inizi del 1981 subì un altro attentato, sempre in auto, sulla strada per Poggiomarino; ma, accortosi che distante da lui, a fianco a una Fiat 127, c'erano appostate alcune persone armate, fece retromarcia sbattendo contro un muro, riuscì ad uscire dalla Ferrari e a nascondersi in una villetta la cui porta d'ingresso era aperta. La NCO di Cutolo passò all'attacco e uccise prima Salvatore Alfieri (12 dicembre 1981), fratello di Carmine, e poi Nino Galasso (21 gennaio 1982), fratello di Pasquale che non c'entrava nulla con la malavita. Dopo la morte del fratello, Pasquale tentò il suicidio tagliandosi le vene.
Galasso decise di vendicarsi e abbracciò in tutto e per tutto l'organizzazione di Alfieri trovando conforto nell'amicizia di Enzuccio Moccia: il primo a morire il 7 aprile 1982 fu Angelino Annunziata, sospettato di aver partecipato all'agguato contro Nino. Galasso partecipò all'eliminazione di tutti quelli che riteneva coinvolti nell'assassinio del fratello. I cutoliani risposero sparando a settembre a un suo zio, che però riuscì a salvarsi. Galasso fu coinvolto anche negli omicidi di due fedelissimi di Cutolo, Alfonso Rosanova (19 aprile 1982) e Vincenzo Casillo, saltato in aria il 29 gennaio 1983 a causa di un'autobomba nel quartiere di Forte Boccea a Roma (in seguito si scoprì che Casillo aveva rapporti con servizi segreti deviati). La vendetta di Galasso continuò con le morti di Luigi Boccia a marzo 1983 e di Giovanni Bifulco a dicembre di quell'anno.
Compiuta la vendetta, Galasso non si fermò, e si dedicò alla gestione degli affari della Nuova Famiglia mettendo le mani su quasi tutti gli appalti della provincia di Napoli e investendo in operazioni finanziarie. Il suo dinamismo non andò giù a Ferdinando Cesarano e Marzio Sepe, altri due membri della NF, che gli fecero concorrenza nella corsa all'acquisizione degli studi cinematografici De Paolis a Roma e dell'albergo Kursaal di Montecatini Terme. 
Le sue mire espansionistiche lo avevano fatto diventare troppo ingombrante, e in quel periodo era in ballo anche l'eredità della Nuova Famiglia: Alfieri voleva lasciare il testimone a Enzo Moccia il quale però aveva intenzione di cambiare vita.In questo modo, Galasso avrebbe potuto puntare a diventare il nuovo capo dell’organizzazione.
Nel 1991 Galasso venne condannato a 9 anni per estorsione e associazione camorristica e venne arrestato il 9 maggio 1992 in una villa tra Sarno e Palma Campania, ai confini tra le province di Napoli e Salerno. Secondo quanto affermato da Galasso stesso, Domenico Cuomo, nel carcere di Fuorni gli aveva raccontato che era stato "venduto" da Giuseppe Cillari e dall'avvocato Antonelli, suoi soci nelle iniziative finanziarie. Alfieri, dopo il suo arresto, chiese a suo fratello Martino la restituzione di 400 milioni di lire che lui e Sepe gli avevano prestato.
Pasquale Galasso, temendo di essere ucciso in carcere dagli uomini di Cutolo, decise di diventare un collaboratore di giustizia e, per dimostrare che la sua collaborazione non aveva secondi fini come quello di evitare il carcere duro, indicò ai Carabinieri il covo di Carmine Alfieri, che fu arrestato l'11 settembre dello stesso anno. Tuttavia i magistrati continuavano a dubitare di lui, sospettando che le sue dichiarazioni avessero l’obiettivo di colpire alcuni e di salvare altri. Per un breve periodo gli vennero concessi i domiciliari e così i membri della Nuova Famiglia ebbero la conferma che era stato lui a tradire Alfieri. 
Nel settembre 1992 morì il padre Sabato, e Galasso cadde di nuovo in depressione. In quel periodo esponenti della NF gli fecero sapere che se avesse smesso di parlare avrebbe avuto indietro i soldi persi con le operazioni fallite del Kursaal e della De Paolis; se invece avesse iniziato a parlare anche dei contatti politici dell’organizzazione avrebbero colpito lui e i suoi familiari. Alla fine di marzo del 1993, dopo il trasferimento in località protette di tutti i suoi familiari, Galasso si decise a rivelare tutto ciò che era a sua conoscenza: ai PM fece i nomi dei politici collusi con la NF, spiegò come venivano "aggiustati" i processi e parlò anche del proprio patrimonio che fu sequestrato (circa 150 miliardi secondo quanto ricostruito dalla Guardia di Finanza). Luigi Moccia, fratello di Enzuccio, disse di essere certo che Galasso non avrebbe parlato degli omicidi, ma fu smentito quando furono ritrovati due cadaveri seppelliti nel Nolano. Galasso fu quindi condannato a morte e, grazie ad alcune talpe tra gli stessi Carabinieri, fu individuato l’albergo romano nel quale era tenuto sotto sorveglianza; ma fu salvato in tempo.
Il suo fu un pentimento che scioccò l'Italia: parecchi furono i politici (non solo locali) che furono coinvolti. Fra questi vi erano Antonio Gava e Flaminio Piccoli e alcuni dei maggiori esponenti della corrente dorotea campana come Raffaele Russo e Francesco Patriarca. Nell’elenco dei collusi c’erano anche rappresentanti delle forze dell’ordine, magistrati, sindaci e consiglieri comunali. Anche Carmine Alfieri decise di pentirsi e, integrando e arricchendo le dichiarazioni di Galasso, arrivò a demolire la stessa organizzazione che aveva creato. In molti processi le parole di Galasso furono utili a condannare decine di camorristi all’ergastolo, mentre non vennero ritenute sufficienti per incastrare i politici sospettati di spalleggiare la NF (nonostante Alfieri sostenesse le stesse cose). 
Nel gennaio del 1997 gli furono sequestrate diverse auto di lusso, e nel provvedimento del PM si sosteneva che il suo tenore di vita era incompatibile con lo “stipendio” da collaboratore. Il mese seguente la Procura generale di Napoli chiese 4 anni di soggiorno obbligato per lui e un sequestro di beni dal valore di 20 miliardi perché, nonostante avesse dato un consistente contributo alla giustizia, non esisteva la prova definitiva che escludeva la sua pericolosità sociale.
Il 29 dicembre 2001 venne ucciso, a Poggiomarino, Fortunato Marano, cognato di Pasquale Galasso. Marano aveva parcheggiato la sua Audi A2 e si stava recando presso il mercato, quando due killer gli spararono in pieno volto, uccidendolo. A 18 anni di distanza dal delitto, la DDA di Napoli e i Carabinieri di Torre Annunziata avrebbero fatto luce sulla vicenda, identificando i killer in Pasquale Garofalo, 58enne di Eboli, e Carmine Izzo, 47enne di Boscoreale. 
Nel settembre del 2005, a Sarno, venne ucciso Antonio Galasso, 58 anni, cugino di Pasquale. Antonio Galasso era a bordo della sua auto e stava recandosi in un bar del centro di Sarno, quando venne affiancato e speronato dai suoi killer, che erano bordo di un fuoristrada. Dopo averlo mandato fuori strada, i sicari lo hanno crivellato di proiettili. 
Dopo quest’ultimo assassinio, esplose la polemica sui soldi spesi per tutelare la sicurezza di Pasquale Galasso, 3 milioni di euro spesi tra il 1995 e il 2002.
Suo fratello Martino, reo confesso di 31 omicidi, è morto suicida nell'ottobre del 2011, nella sua abitazione di Viterbo, dove viveva con la moglie e i quattro figli da quando aveva deciso di collaborare anche lui. Martino avrebbe compiuto il gesto a causa di problemi di natura economica insorti a seguito della conclusione del contratto di collaborazione con lo Stato, che gli aveva garantito uno stipendio per vivere in virtù del suo status di collaboratore di giustizia.
Sparito dalle cronache per un po’ di tempo, il nome di Galasso riemerse nel marzo del 2017 ,quando un giornalista scrisse che Galasso stava gestendo tramite prestanome alcuni supermercati nella Valle dell'Irno, risiedendo in una villetta situata nelle vicinanze della superstrada Salerno-Avellino.